# Словенски устанак против византијске власти (1072)
Словенски устанак против Византије (1072) је био један у низу великих словенских устанака против византијске власти. Подигнут је 1072. године, са циљем ослобођења словенског становништва на ширем простору од Поморавља до Повардарја. Устанак је избио уз ослонац на политику српског владара Михаила I Војислављевића, који је проширио своју власт на средишње и источне области у унутрашњости српских земаља. Организатор устанка у јужним областима био је Ђорђе Војтех, а након споразума са српским владаром, врховно вођство над свим устаницима преузео је Михаилов син Бодин, који је у Призрену проглашен за цара, под именом Петар, уз позивање на државне традиције бившег Бугарског царства. Упркос почетним успесима, устанак је угушен већ крајем исте 1072. године.

## Узроци устанка
Византија, у којој је након кобне 1071. године стање било катастрофално, била је приморана да појача намете и дажбине не би ли дошла до преко потребних средстава за финансирање војске и спречавања сопствене пропасти која је у том трену изгледала скоро неизбежна.
Велики финансијски притисак пао је на словенско становништво које је и овако једва издржавало старе намете. Поред тога додатни извор незадовољства било је спровођење хеленизације, које је почело још 1037. године и која је била један од разлога и за претходни словенски устанак. Све то довело је до избијања устанка 1072. године на чијем је челу био Ђорђе Војтех. Организовање и подизање устанка било је вероватно уско повезано са Михаилом и његовом државом.

## Ток устанка
Врло брзо по избијању устанка устаници су од Михаила затражили да им пошаље једног од својих синова за вођу и он им у јесен 1072. шаље свог сина Бодина и војводу Петрила са одредом од 300 људи у помоћ устанку који је, под вођством Ђорђа Војтеха, букнуо у јужном Поморављу. Устаници су Бодина прогласили за цара под именом Петар, позивајући се на Самуила, у Призрену.
Византија није чекала да се устанак разбукта и одмах је послала на устанике војску из Скопља, али је устаници под Бодиновим вођством разбијају код Призрена. Након тога Бодин шаље део војске на челу са Петрилом ка Скопљу да продре ка југу, а сам са другим делом војске креће ка Нишу. Истовремено са акцијама устаника, Михаило креће у офанзиву напавши далматинске градове (који су признавали византијску власт) и упада у тему Драч.

### Борбе јужне војске (војвода Петрило)
Петрило осваја Скопље и упућује се уз Вардар ка Охриду. Убрзо су заузели Охрид и Девол, а Петрило је наставио да прогони византијску војску и Бугаре, који су били остаци племства из доба Симеона, све до Костура где су се ови склонили.
Костур је град који се налази на језерском полуострву због чега га је лако бранити ако нападач нема никаквих пловила, а устаници их нису имали. Петрило је започео опсаду Костура, међутим опсађени су направили један испад из тврђаве који је потпуно изненадио устанике уневши хаос и расуло у њихове редове услед чега се устаничка војска распала, а Петрило који је до тада прогонио, морао је да бежи што брже на север.

### Борбе северне војске (Константин Бодин)
Бодин је успео да освоји Ниш и отпочео је продор ка северу подижући Србе у средњем Поморављу на устанак. Међутим вест о Петриловом поразу и продору здружених снага га приморава да по снегу у децембру 1072. жури на југ да му не би била одсечена одступница у Зету. Михаило који је напао тему Драч, послао је у помоћ свом сину одред под вођством свог зета Лонгивардопула.

### Слом устанка
Византијска војска је код Пауна, јужно од Косова Поља, пресекла пут Бодину и дошло је до велике борбе у коју се укључио и Лонгивардопул, али на страни Византије. Бодин бива поражен и пада у заробљеништво. Након што је неко време провео као талац у Цариграду Бодин бива прогнан у Антиохију. У време кад је Бодин био у прогонству, у Антиохији избијају уличне борбе између Грка и Јермена и метеж који су те борбе створиле искористили су млетачки трговци, које је потплатио Михаило, да ослободе Бодина који се после тога враћа у Зету и постаје савладар свом оцу.

## Извори и литература
Извори
- Живковић, Тибор (2009). Gesta Regum Sclavorum. 2. Београд-Никшић: Историјски институт; Манастир Острог.
- Кунчер, Драгана (2009). Gesta Regum Sclavorum. 1. Београд-Никшић: Историјски институт, Манастир Острог.
- Мијушковић, Славко, ур. (1988) [1967]. Љетопис попа Дукљанина (2. изд.). Београд: Просвета & Српска књижевна задруга.
- Mošin, Vladimir, ур. (1950). Ljetopis popa Dukljanina. Zagreb: Matica hrvatska.
- Острогорски, Георгије; Баришић, Фрањо, ур. (1966). Византијски извори за историју народа Југославије. 3. Београд: Византолошки институт.
- Шишић, Фердо, ур. (1928). Летопис Попа Дукљанина. Београд-Загреб: Српска краљевска академија.

Литература
- Живковић, Тибор (2002). „Дукљанско византијски рат 1072-1075”. Историјски часопис. 47 (2000): 35—57.
- Живковић, Тибор (2006). Портрети српских владара (IX-XII век). Београд: Завод за уџбенике и наставна средства.
- Živković, Tibor (2008). Forging unity: The South Slavs between East and West 550-1150. Belgrade: The Institute of History, Čigoja štampa.
- Ковачевић, Јован (1967). „Од доласка Словена до краја XII вијека” (PDF). Историја Црне Горе. 1. Титоград: Редакција за историју Црне Горе. стр. 279—444.
- Коматина, Предраг (2011). „Византијска титула Константина Бодина”. Зборник радова Византолошког института. 48: 61—76.
- Острогорски, Георгије (1969). Историја Византије. Београд: Просвета.
- Острогорски, Георгије (1970). Византија и Словени. Београд: Просвета.
- Ћирковић, Сима (1981). „Осамостаљивање и успон дукљанске државе”. Историја српског народа. 1. Београд: Српска књижевна задруга. стр. 180—196.
- Ћирковић, Сима (1995). Срби у средњем веку. Београд: Идеа.
- Ћирковић, Сима (2004). Срби међу европским народима. Београд: Equilibrium.